# Self-billing
Self-billing, ook reversed billing of reverse billing genoemd, is een proces waarbij een afnemer zelf een factuur opstelt voor de goederen en diensten die een andere partij levert. Traditioneel gezien stelt de leverancier van de goederen en diensten de factuur op en verstuurt deze, waarna de afnemer de factuur controleert en betaalt. Met self-billing wordt dit proces omgedraaid: eerst controleert de afnemer of de gegevens kloppen, daarna wordt er gefactureerd. Deze vorm van factureren wordt doorgaans gebruikt om onjuiste inkoopfacturen tegen te gaan. 
Onjuiste inkoopfacturen blijken in de praktijk een veelvoorkomend probleem: afnemers ontvangen een factuur, controleren deze en merken dat er iets niet klopt. Door te self-billen kunnen afnemers beter garanderen dat de facturen die zij moeten betalen correct zijn. Zo komt er naar verwachting minder tijd en moeite aan de administratie te pas.

## Voorwaarden van de Belastingdienst
De belastingdienst staat het gebruik van self-billing toe. Er dient bij gebruik echter wel aan enkele voorwaarden te worden voldaan om de resulterende facturen legitiem te maken, namelijk:
- Op de factuur staat vermeld "factuur uitgereikt door afnemer".
- Er is van tevoren tussen de leverancier en de afnemer kortgesloten dat er van self-billing gebruik gemaakt wordt.
- De leverancier is verantwoordelijk voor de betaling van btw aan de Belastingdienst.
- Als de afnemer een incorrecte factuur opstelt, kan deze ongeldig worden mits de leverancier hier op tijd kennis van geeft. De afnemer kan dan een vernieuwde factuur opstellen, of de leverancier kan zelf een vervangende factuur maken.
- De leverancier blijft aansprakelijk voor de juistheid van de factuur die de afnemer opstelt.
- De factuur voldoet aan alle wettelijke eisen.

## Wettelijke eisen
Naast bovengenoemde voorwaarden moeten self-billingfacturen ook aan alle twaalf wettelijke eisen voldoen waar ook reguliere facturen aan moeten voldoen. Dit houdt in dat bepaalde gegevens te allen tijde op de factuur staan, zoals:
- De juridische naam van de afnemer en de leveranciers
- De datum waarop de factuur is uitgereikt
- Het btw-identificatienummer van de leverancier
- Het KvK-nummer van de leverancier
- Het in rekening gebrachte btw-tarief en btw-bedrag

## Toenemend gebruik
In 2012 factureerde 33 procent van de Nederlandse bedrijven al digitaal, en sinds 2018 is er tevens een toename geweest in het gebruik van self-billing. Met name organisaties die te maken hebben met een grote hoeveelheid leveranciers gebruiken het met het doel meer controle te behouden over de administratie. Deze ontwikkeling gaat hand in hand met de groei in het aantal  zzp'ers op de arbeidsmarkt. 
Doordat organisaties steeds meer met zzp'ers (zelfstandige zonder personeel) en steeds minder intern personeel werken, wordt de administratie ook steeds complexer. Dit komt omdat zzp'ers elk zelfstandig de eigen facturen dienen op te stellen en te versturen voor hun geleverde diensten. Omdat administratief werk voor veel zzp'ers niet de specialisatie is, zijn deze facturen foutgevoelig. Organisaties gebruiken daarom self-billing om zich hiertegen te kunnen weren; er ligt dan meer controle bij de afnemer.
Voorbeelden van sectoren waarin zzp'ers een groeiend deel van de arbeidsmarkt innemen zijn zorg, bouw en onderwijs.